# Cornell HR Review
Cornell HR Review (съкр. CHRR) e онлайн списание за управление на човешките ресурси.
Издава се от студенти в магистърска/докторска степен на обучение в Университета „Корнел“, гр. Итака, щата Ню Йорк, САЩ.

## История
Списанието публикува първата си статия на 21 декември 2009 г. Основано е от студента в „Корнел“ Джонатан Е. Деграф с финансовата помощ на Хари Кац, декан на Училището за индустриални и трудови отношения на „Корнел“.
CHRR e дигитално архивирано в Библиотека „Мартин Катерууд“ на „Корнел“ и е индексирано от Библиотеката на Принстънския университет.